# Ракунові
Ракунові (Procyoninae) — екзотична підродина ссавців ряду хижих, поширених в Америці, яка входить до складу однойменної родини Ракунові (Procyonidae). 
Відомими представниками цієї підродини є такі унікальні тварини, як носухи, ракоїди, ракуни.
Ракунових нерідко об'єднують з іншими екзотичними для європейців хижими у збірне поняття єноти завдяки поширеній у художніх творах назві «єнот» для одного з видів ракуна — ракуна звичайного (рос. «полоскуна»). Ракуни нерідко ведуть синантропний спосіб життя: живуть біля людей, харчуються на смітниках.

## Класифікація
Розрізняють такі роди підродини ракунових:
- підродина ракунові — Procyoninae
  - рід Ракун — Procyon (3 види)
  - рід Носуха — Nasua (3 види)
  - рід Котофредка — Bassariscus (2 види)
  - вимерлі роди Arctonasua, Bassaricyonoides, Chapalmalania, Cyonasua, Edaphocyon, Tetraprothomo, Parahyaenodon, Paranasua, Probassariscus, Protoprocyon

## Галерея ракунових

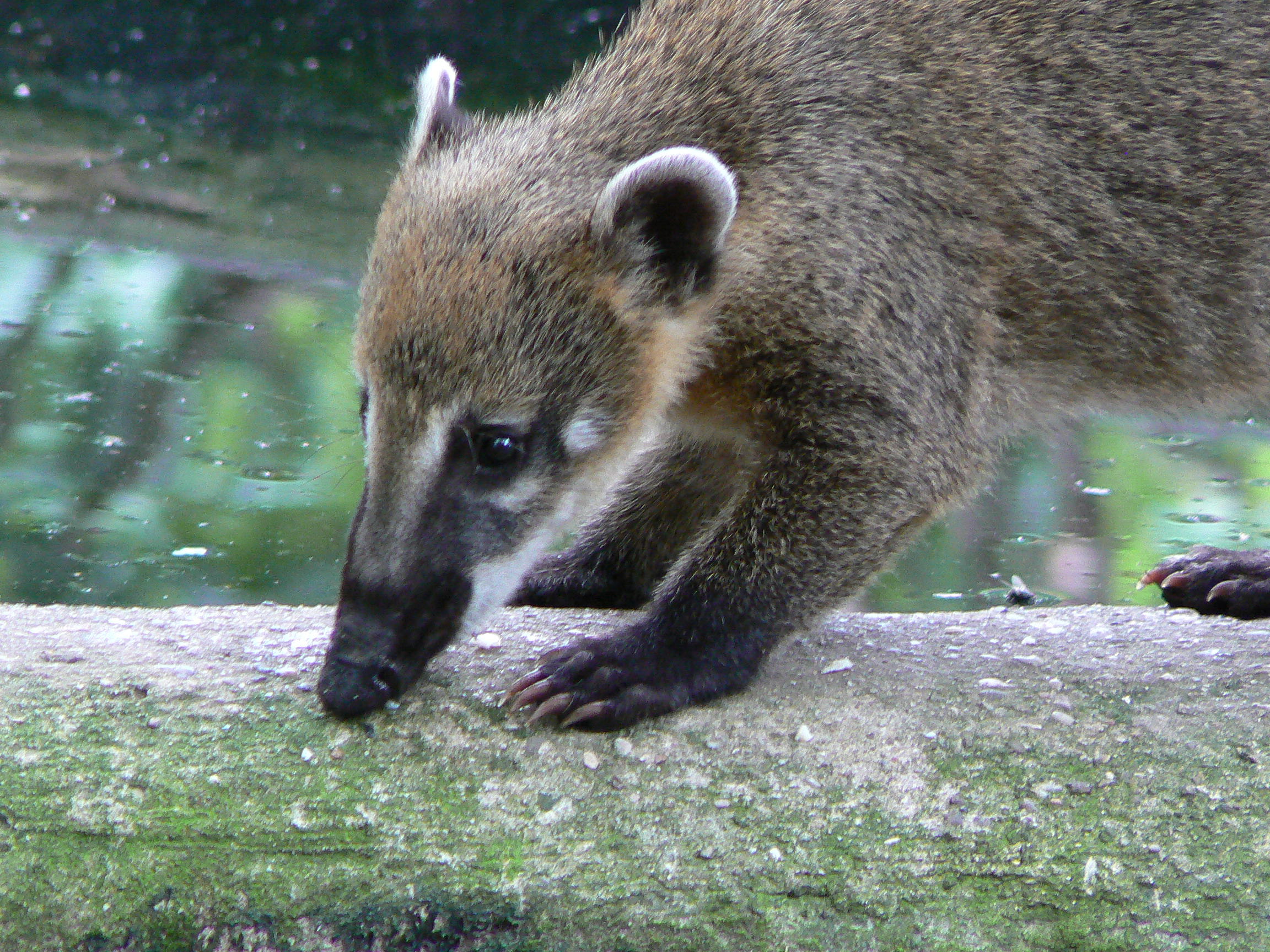
Носуха амазонська (Nasua nasua)
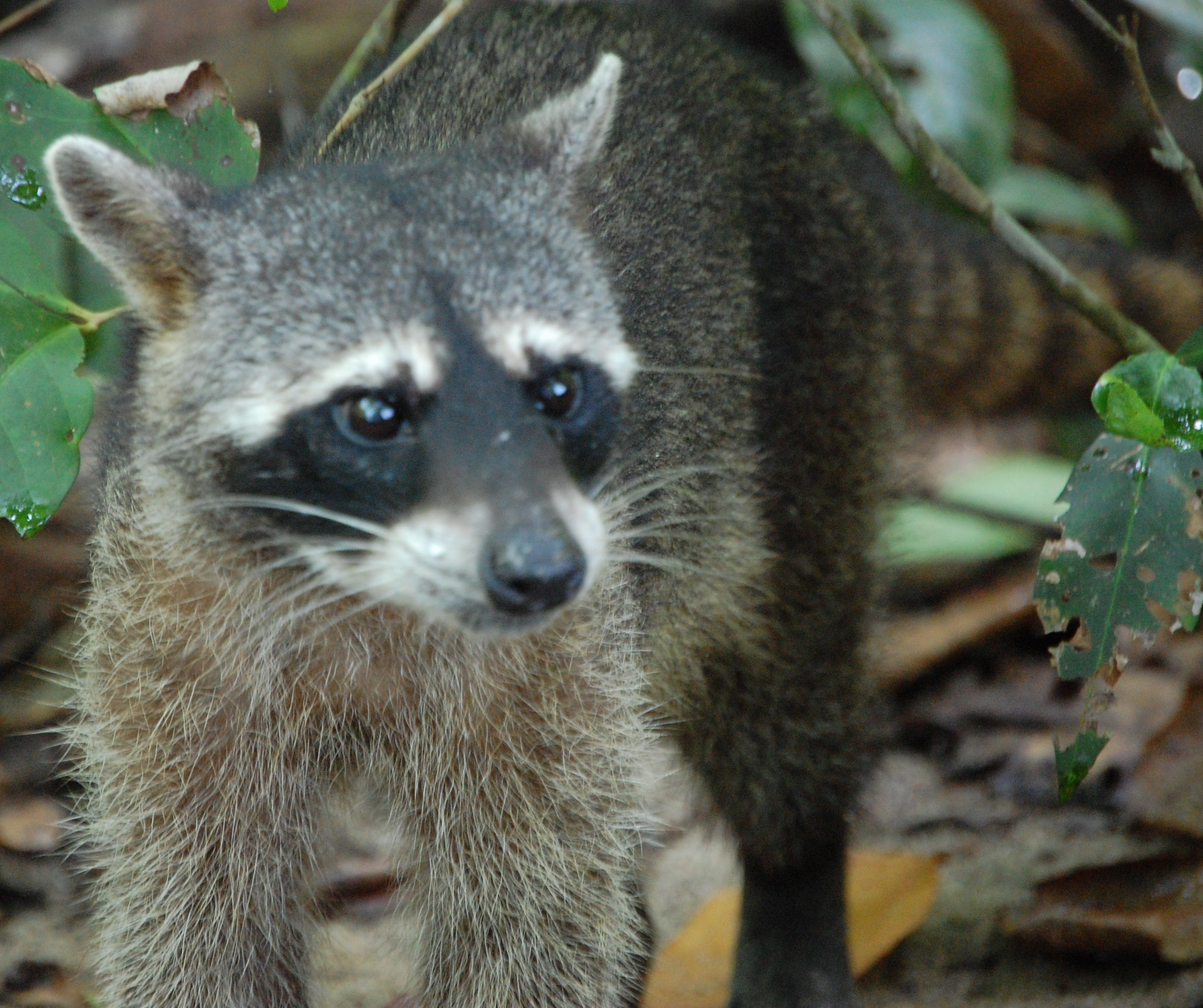
Ракун ракоїд (Procyon cancrivorus)
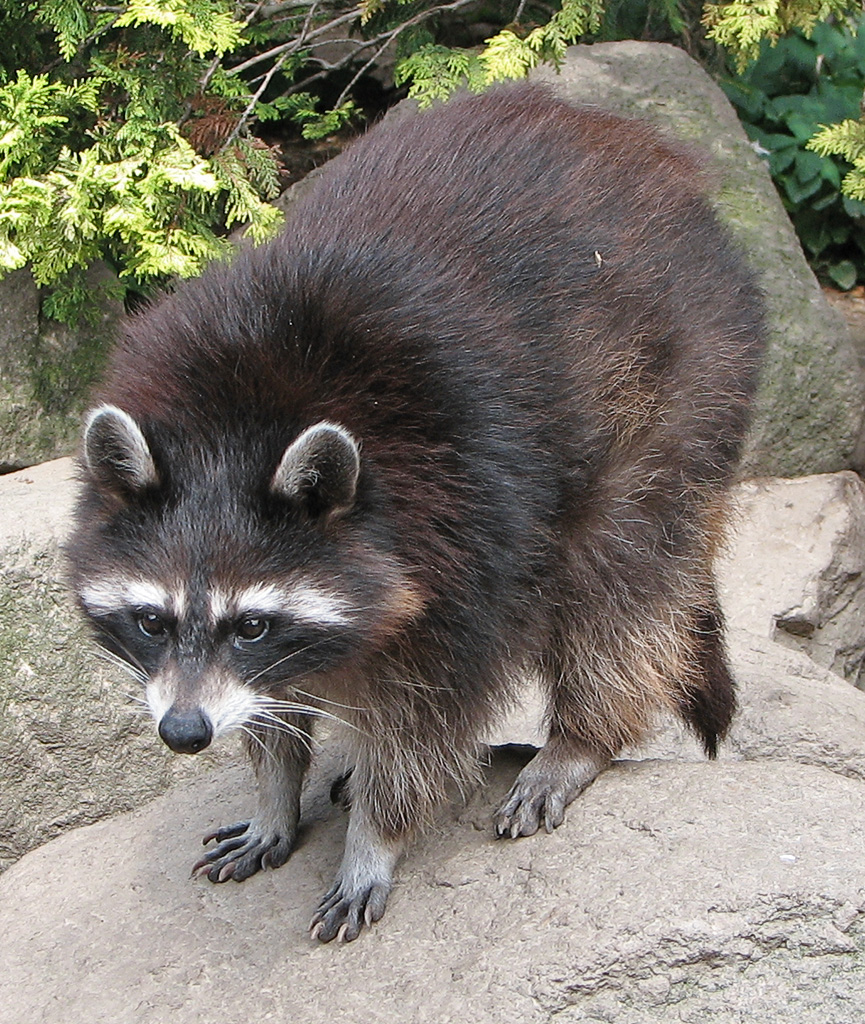
Ракун звичайний (Procyon lotor)
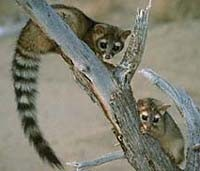
Котофредка смугастий (Bassariscus astutus)

| Панда | Це незавершена стаття з теріології. Ви можете допомогти проєкту, виправивши або дописавши її. |